# Heinrich Gogarten
Heinrich Gogarten (Linz am Rhein, 23 agosto 1850 – Monaco di Baviera, 16 novembre 1911) è stato un pittore tedesco.

## Biografia

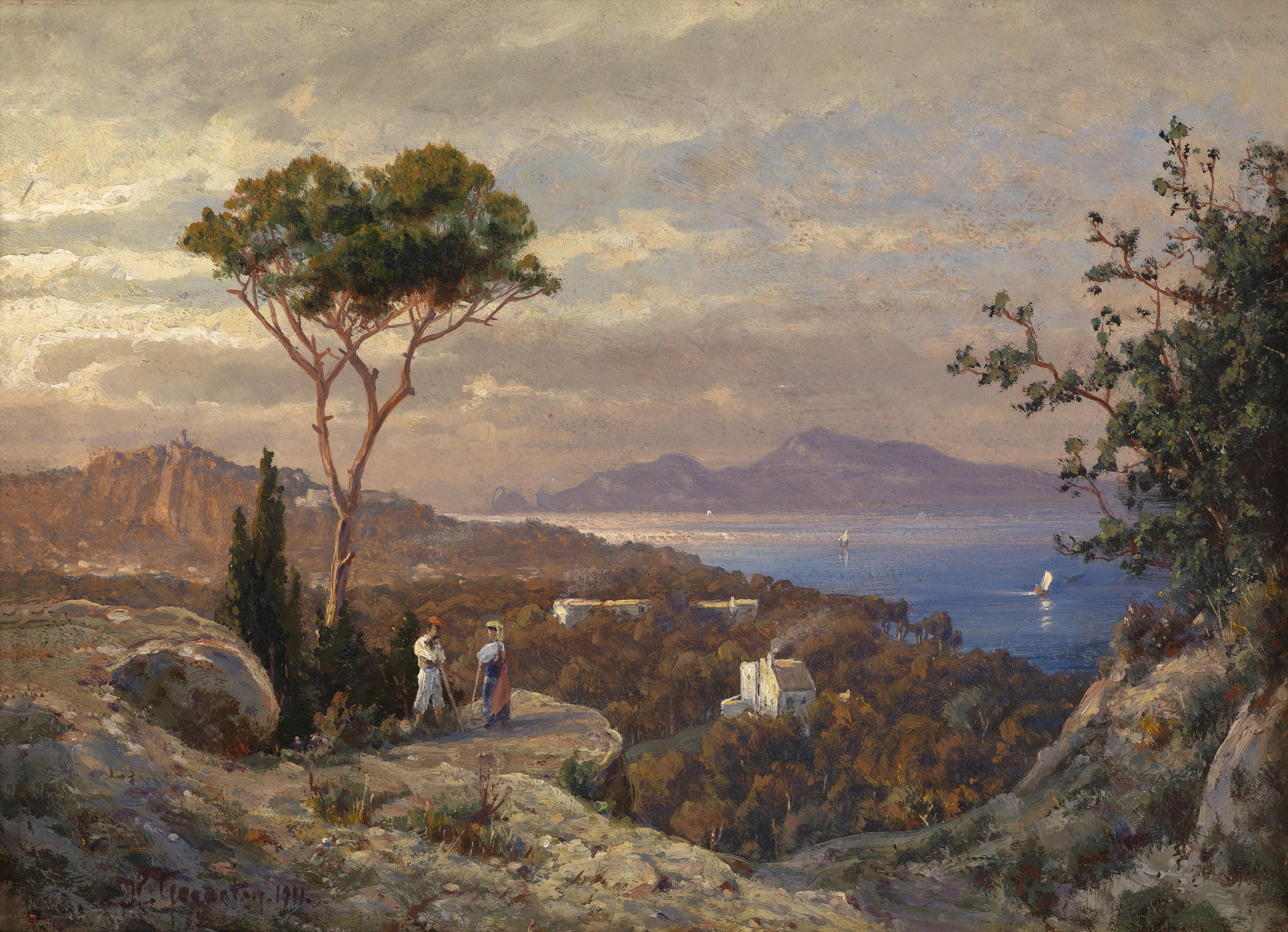
Südliche Ansicht, olio su cartone, 1911,.

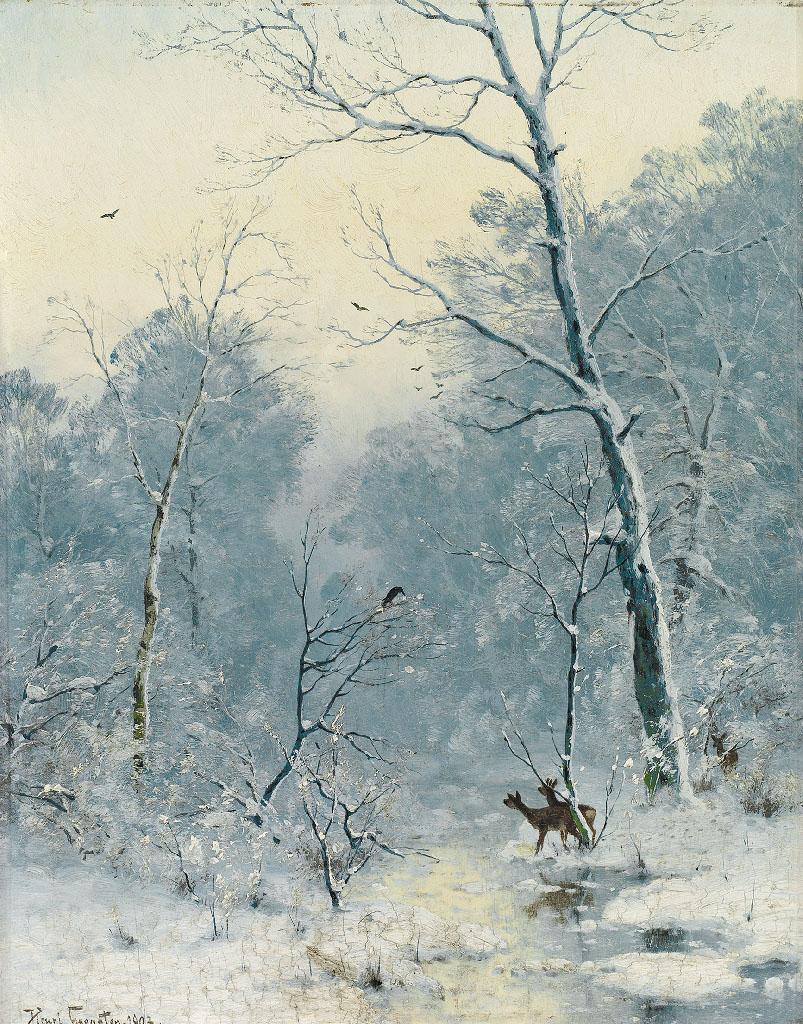
Paesaggio invernale con cervi e corvi, 1893, olio/legno,.

Paesaggista, Heinrich Gogarten studia all'Accademia d'Arte di Düsseldorf. Da 1867 al 1869 è allievo della classe paesaggistica di Oswald Achenbach.
Con il suo sostegno, lavorò a Parigi dal 1874 al 1877. Ritornò quindi in Germania e visse ad Amburgo dal 1878 al 1889. Gogarten si stabilì a Monaco nell'estate del 1889 e si unì alla colonia degli artisti di Dachau nel 1891. Oltre alle mostre nell'accademia d'arte, Gogarten è stato anche in grado di esporre al Munich Glass Palace. Nel 1902 si trasferì a Karlsfeld vicino a Dachau. Dal 1880 ha partecipato alla Berlin Academy Exhibition e dal 1899 al 1901 alla Great Berlin Art Exhibition.

## Opere
Specializzato in ambientazioni invernali, Gogarten sviluppò nella sua opera i motivi della brughiera, tra i quali ad esempio le montagne dell'Alta Baviera, il Dachauer Moor e il Chiemgau.
I suoi dipinti sono di proprietà privata, nonché nella collezione di dipinti di Lubecca, nella collezione Prince Leopold of Bavaria o nella galleria Dachau. Si firmava anche come Heinri Gogarten.
Segue un parziale elenco dei suoi dipinti, con il titolo originale tedesco con cui sono noti.
- Hünengrab nel Lüneburger Heide, olio, firmato, non datato (di proprietà privata)
- Paesaggio della Westfalia (Westfälische Landschaft)
- Vista del villaggio sul mare (Blick auf Dorf am Meer), olio su tavola 60 × 75 cm, firmato e datato 1886 (di proprietà privata)
- Vapore che perde (Auslaufender Dampfer), in miniatura, acquerello, firmato Amburgo 1889 (di proprietà privata)
- Paesaggio invernale con anatre selvatiche (Winterlandschaft mit Wildenten), olio, firmato, sul retro Dedica e datata 1909 (di proprietà privata)
- Spaziergänger im Wald (Winterlandschaft), olio, firmato, senza data (di proprietà privata)
- Paesaggio invernale con cervi (Winterlandschaft mit Rehen), olio, firmato, datato 1906 (di proprietà privata)
- Atmosfera serale nella foresta sul torrente (Abendstimmung im Wald am Bachlauf), olio, firmato, senza data (di proprietà privata)
- Atmosfera serale sul lago (Abendstimmung am See), olio, firmato, non datato (di proprietà privata)
- Paesaggio forestale (Waldlandschaft)
- Paesaggio invernale con cervi e corvi (Winterlandschaft mit Rehen und Raben), 1893
- Paesaggio invernale con pattinatore su ghiaccio (Winterlandschaft mit Eisläufer)
- Ultimi bagliori (Abendrot)
- Pittore in montagna (Maler im Gebirge)
- Sul Golfo di Napoli (Am Golf von Neapel), olio 21 × 26 cm, firmato e datato 1892
- Dachau paesaggio estivo (Dachauer Sommerlandschaft)
- Collezionisti sottobosco nella foresta (Reisigsammlerinnen im Wald), olio / tela, 50 × 40 cm, firmato e datato 1890
- Paesaggio estivo (Sommerlandschaft), olio / tela firmato, datato 1902, 32,5 × 52,5 cm
- Rattenberg am Inn, olio / tela 50 × 66 cm, Firmato e datato 28 settembre 1899
- Sera (Abendstimmung)
- Paesaggio roccioso che domina un lago (Felsige Landschaft mit Blick auf einen See)